# فلكوفة
فلكوفة أو پلُگوڤَة (بالرومانية: Plugova)‏ هي قرية تقع ضمن بلديَّة «مِهَادْيَة» في مقاطعة كاراس-سيفيرين بإقليم بانات في رومانيا. كانت البلدة من أعمال أورشوفا سنة 1774م وفق ما ذُكر في مصادر نمساويَّة. وقيل أنَّها كانت ذات أهميَّة عسكريَّة، وجميع أهلها من الفلاخ.